# Dargói Hősök lakótelep
A Dargói Hősök lakótelep (szlovákul: Dargovských Hrdinov) Kassa városrésze Szlovákiában, közigazgatásilag a Kassai kerület Kassai III. járásához tartozik.
Területe 7,34 km². Polgármestere Jozef Andrejčák.

## Fekvése
Kassa óvárosától keletre, a Furcsa nevű domb körül fekszik.

## Neve
A Dargói-hágónál 1944 és 1945 fordulóján ádáz harc folyt a védekezésre berendezett német és az előrenyomuló szovjet hadsereg közt.

## Története
A városrészt 1975-ben alapították.

## Népessége
Lakosainak száma 2003-ban 28 486 volt.
2011-ben 27 477 lakosából 22 502 szlovák és 642 magyar.